# Driver 76
Driver 76 è un videogioco uscito in esclusiva per la PSP sviluppato da Ubisoft Reflections Ltd. e da Sumo Digital Ltd. pubblicato nel 2007. Il gioco è un prequel di Driver: Parallel Lines ed è ambientato due anni prima di esso.

## Trama
New York, 1976. Ray, un pilota di auto, si innamora di Chen Chi, ma sta già insieme con qualcuno, Jimmy. Dopo aver ottenuto il rispetto da suo padre, Ray viene tradito e deve ottenere denaro nel frattempo. In seguito incontra di nuovo Zhou, il padre di Chen Chi, che gli rivela il tradimento di Jimmy e che quindi deve distruggere il suo impero. Jimmy sembra che sia morto in un'esplosione, ma in realtà rapisce la figlia di Zhou. Ray comunque, riesce a salvare Chen Chi e distrugge l'elicottero di Jimmy con un'auto.

## Modalità di gioco
La struttura delle missioni è simile a Driver: Parallel Lines, dove guidare è un aspetto molto importante del gioco insieme alle sparatorie. La maggior parte delle missioni si basa sulla guida oppure sull'uccisione dei nemici.
Una cosa che differenzia molto Driver '76 dal resto degli altri Driver è che utilizzi delle illustrazioni al posto delle classiche cut-scene, rendendo il gioco quasi un fumetto.
Sono presenti 26 missioni, divisi in 6 capitoli. Con il progredire del gioco, è possibile sbloccare armi, veicoli e denaro.
La città di New York è simile al predecessore, ma dato che è ambientato due anni prima rispetto al prequel, ci sono delle differenze. È quasi tutto uguale, eccetto per alcune diverse auto, strade, edifici e GPS.

## Colonna sonora
- The Wrecking Crew - Bump And Boogie
- Sir Mack Rice - Bump Meat
- Chuck Brown & The Soul Searchers - Bustin' Loose
- Dave Hamilton - Cracklin' Bread
- Maceo & The Macks - Cross The Tracks
- Billy (Sugar Billy) Garner - I Got Some
- Funkadelic - I'll Bet You
- Savoy Brown - I'm Tired
- The Pazant Brothers & The Beafourt Express - Loose And Juicy
- Iggy Pop - Neighbourhood Threat
- Blondie - One Way Or Another
- Billy Preston - Outa-Space
- The Temptations - Papa was a rolling stone
- The Stranglers - Peaches
- Roy Ayers - Running Away
- Johnny 'Hammond' Smith - Shifting Gears
- Donald Byrd - Street Lady
- David Bowie - Suffragette City
- Labi Siffre - The Vulture
- War - Low Rider
- Marvin Gaye - Trouble Man
- Blondie - Denis
- Sam & Dave - Hold On I'm Comin'